# وی‌اواو
وی‌اواو (انگلیسی: VOO) شرکت مخابرات بلژیکی است، که در سال ۲۰۰۶ تأسیس شد.